# 薩多韋 (巴里希夫卡區)
50°20′39″N 31°32′53″E / 50.34417°N 31.54806°E
薩多韋（烏克蘭語：Садове）是位於烏克蘭北部的村莊，由基辅州布羅瓦里區的貝雷贊市鎮負責管轄。該村始建於1929年，面積1.61平方公里，海拔高度125米，2001年人口1,688，人口密度每平方公里1,048.5人。